# Giscos
Giscos är en kommun i departementet Gironde i regionen Nouvelle-Aquitaine i sydvästra Frankrike. Kommunen ligger i kantonen Captieux som tillhör arrondissementet Langon. År 2022 hade Giscos 184 invånare.

## Befolkningsutveckling
Antalet invånare i kommunen Giscos
Referens:INSEE